# 発煙弾
発煙弾（はつえんだん）は、手榴弾および砲弾として用いられる発煙装備。一般に外部から点火の必要のある発煙筒と異なり、点火装置が組み込まれ、投擲や発射後に点火する。

## 概要
直接の目的は、任意の場所に発煙をもたらすことにあり、
- 煙幕を展開して敵の視界を遮断する
- 航空支援および砲撃支援のために攻撃位置を指示する
- 有視界下の砲撃時の射撃観測

などのために使用される。手榴弾と異なり、爆発はしない。煙を発生させる原理などによって
- 黄リン発煙弾（WP発煙弾）
- 赤リン発煙弾（RP発煙弾）
- 六塩化エタン発煙弾（HC発煙弾）
- 着色発煙弾
- 黒色火薬発煙弾

などに分類される。
煙幕の展開方法にも2種類あり、敵の視界を遮断することを目的とした黄リン発煙弾（WP発煙弾）などは広範囲に飛び散るようにできている。
マーキングに使用される着色発煙弾は、そのまま筒から煙が噴き出す花火のような物で、煙の発生源が点として識別できるようになっている。